# 高桥镇 (重庆市)
高桥镇，是中华人民共和国重庆市开州区下辖的一个乡镇级行政单位。

## 行政区划
高桥镇下辖以下地区：
双桥社区、八仙街社区、晓阳村、双胜村、同乐村、大坪村、白杨村、中山村、齐力村、山青村、新安村和永和村。